# Эдуйот
«Эдуйот», также «Эдуиот»; др.-евр. עדיות‬,  'eduyoth (мн. ч. от עדות‬, — «свидетельство») — трактат Мишны из раздела «Незикин» («Ущербы»). Трактат представляет собой сборник древних постановлений иудейского религиозного законодательства, подлинность которых была засвидетельствована перед Явненской академией — собранием законоучителей, действовавшим в конце I — начале II вв., после первой Иудейской войны и разрушения Второго храма. В Вавилонском Талмуде этот трактат упоминается под названием «Бехирата» (арам. בחירתא) — «избранные»), ввиду особенного авторитета, которым пользовались изложенные в нём данные.

## Предмет рассмотрения
Трактат «Эдуйот» занимает особое место в ряду других трактатов Мишны: он помещён в отдел «Незикин» («Ущербы»), посвящённый гражданскому и уголовному праву древних евреев, хотя вопросы права затрагиваются в нём меньше всего. Самые разнообразные по содержанию положения могут соединяться в одном параграфе трактата; их связывают только имена сообщивших их законоучителей. Весь трактат производит впечатление, что он составлен каким-то анонимным протоколистом, записавшим многое из того, что им было слышано в разное время в Явненской академии (известной также как
«Явненский синедрион» или «Явненский виноградник», כרם ביבנה); и этот труд с некоторыми добавлениями к нему от таннаев следующего поколения послужил, по-видимому, впоследствии одним из главных источников для редакторов Мишны. И хотя он был почти целиком использован при составлении Мишны, его сохранили как отдельный трактат из уважения к древнему документу, поместив его в отделе Незикин после трактатов «Санхедрин» и «Швуот», к которым он внешним образом примыкает: в трактате «Санхедрин» описывается функционирование верховного собрания у древних евреев, а в трактате «Швуот», в числе прочего, говорится ο свидетельских показаниях на суде.
Тратат «Эдуйот» имеет важнейшее значение для истории всего еврейского предания. По сообщению Талмуда, он был преподан в день, когда главой Явненской академии был избран Элеазар бен-Азария; более вероятно, что в это день объединение входящих в трактат законов началось, а закончилось гораздо позднее. Составление трактата «Эдуйот» было вызвано необходимостью систематизировать и унифицировать древние галахические постановления, многие из которых вызывали споры и существовали в разных вариантах. В дальнейшем этот трактат образовал основу, к которой добавлялось всё больше материала, пока это не завершилось в начале III в. окончательной редакцией Мишны.

## Содержание
Трактат «Эдуйот» в Мишне состоит из 8 глав и 74 параграфов. Если собранные в трактате галахические постановления по своему содержанию не находятся ни в какой логической связи между собою, то в расположении материала всё-таки обнаруживается известная система, хотя не вполне выдержанная.
- Глава первая описывает десять особенно примечательных споров между школами Шаммая и Гиллеля: три, где большинство учёных отвергли оба их мнения; три, где школа Шаммая не соглашалась с мнением своего основателя; и четыре, в которых школа Гиллеля, выслушав аргументацию оппонентов, согласилась с их мнением.[1]
- Глава вторая содержит ряд свидетельств, принадлежащих рабби Ханине, рабби Ишмаэлю и рабби Акиве, часть которых были оспорены; завершается глава двумя агадическими изречениями рабби Акивы.
- Глава третья содержит спорные свидетельства рабби Досы бен-Аркиноса, раббана Гамлиэля II и других.
- Глава четвёртая возвращается к школам Шаммая и Гиллеля и приводит двадцать два разногласия между ними, в которых, вопреки обыкновению, школа Гиллеля держалась более строго мнения, чем школа Шаммая.
- Глава пятая содержит восемнадцать аналогичных разногласий между школами Шаммая и Гиллеля, которые были засвидетельствованы позднее. Завершается глава историей о свидетельствах рабби Акавии.
- Главы шестая - восьмая составляют ядро трактата «Эдуйот». Они содержат длинный ряд галахических установлений в форме свидетельских показаний законоучителей, принадлежавших к современникам или ученикам рабби Иоханана бен Заккая[1]. Все эти сообщения никем не оспаривались и были приняты к руководству как обязательные нормы; некоторые из них были оспариваемы только рабби Элиезером бен-Уркеносом, за что тот был подвергнут отлучению. Это произошло при патриархе Гамлиэле II, который стремился к установлению единства религиозных норм и которому после трёх лет борьбы удалось дать восторжествовать нормам школы Гиллеля (Эрувин, 13б).[1] Бросаются в глаза попавшие в восьмую главу три древние свидетельства Иосе бен Иоэзера из Цереды, члена первого дуумвирата, функционировавшего во время восстания Иуды Маккавея. В отличие от всех других свидетельств они сообщены на арамейском языке и носят следы своего архаического происхождения.[1] Завершается трактат агадическим рассуждением о пришествии пророка Илии.

## Интересные факты
- Из собранного в «Эдуйот» галахического материала, из 156 разбираемых там вопросов:
  - только 3 относятся к законам ο пище,
  - 23 — к законам субботнего и праздничного отдыха,
  - 21 — к семейному праву,
  - 20 — к налогам в пользу священников и бедных,
  - 69 — к области законов ритуальной чистоты, что указывает на важную роль, которую играли последние в религиозной практике тогдашних евреев[1].
- Чрезывычайно характерно для иудаизма в целом сообщение параграфа 1:3. Обсуждается вопрос: какое количество начерпанной воды делает негодной микву (бассейн для ритуального омовения, вода в котором должна собираться только естественным путём)? По Гиллелю — 12 «логов», по Шаммаю — 36 (лог — мера объёма, около 0,6 литров). Но «пришли два ткача с Навозных ворот, что в Иерусалиме и засвидетельствовали от имени Шемаи и Абталиона: что три лога почерпнутой воды делают негодной микву, и мудрецы утвердили их слова». Тосефта (1:3) прибавляет: «Почему запомнили ремесло и место жительства свидетелей? ведь не было ремесла более приниженного, чем ткацкое, и не было места в Иерусалиме более презренного, чем Навозные Ворота, и, тем не менее, даже отцы мира (Гиллель, Шаммай и другие мудрецы) не настаивали на своих личных мнениях против устной традиции».[1]
- В параграфах 5:6, 5:7 изложена истории о рабби Акавии. В некоторых галахических вопросах он имел разногласия с большинством учёных, и ему предложили стать главой суда с условием, чтобы он отступился от них — он не согласился, чтобы о нём не сказали: «отступился ради должности». Однако своему сыну он завещал принять мнение большинства.